# Долгиничи
Долгиничи (укр. Довгиничі) — село в Овручском районе Житомирской области Украины. Расположено в 12 км на юго-запад от районного центра и железнодорожной станции Овруч. Подчинено Шоломковскому сельскому совету. До 1923 в составе Норинской волости.
Население по переписи 2001 года составляет 81 человек. Занимает площадь 0,334 км².
Известно с XVII в. В 1633—1844 принадлежало Корецкому женскому монастырю. С 1845 — казённое имение. В 1800 — 99 жителей, 13 дворов; 1811—145 жителей, 20 дворов; 1840 — 84 жителя, 15 дворов; 1887—199 жителей; 1899—195 жителей, 33 двора; 1911—210 жителей, 36 дворов; 1923—224 жителя, 40 дворов; 1941—258 жителей, 56 дворов.
Около села Долгиничи обнаружено поселения эпохи позднего палеолита и неолита, неолитические мастерские кремнёвых орудий, могильники медного века, а также городище, курганный могильник и клад ювелирных украшений времён Киевской Руси.

## Адрес местного совета
11151, Житомирская область, Овручский р-н, с. Шоломки, ул. Центральная